# Palmitoylcarnitine
La palmitoylcarnitine est un ester de carnitine et d'acide palmitique formé dans le cytosol par la carnitine O-palmitoyltransférase à partir de palmitoyl-CoA et de carnitine, la réaction inverse se produisant dans la matrice mitochondriale à partir de coenzyme A. Ce mécanisme permet aux groupes palmityle de franchir la membrane externe et la membrane interne des mitochondries, ce qu'ils ne peuvent faire directement avec la coenzyme A.